# Isaiah Peck
Isaiah Peck (Canadá, 6 de agosto de 1999) es un actor y bailarín canadiense.

## Biografía
Peck nació en Canadá el 6 de agosto de 1999. Empezó a ser bailarín a los nueve años y bailó en la ceremonia de inauguración de los Juegos Panamericanos de 2015 en Toronto. En 2016 coprotagoniza la serie The Next Step en la temporada 4 interpretando a Henry, un bailarín del estudio "The Next Step". En ese mismo año aparece en el cortometraje Transitions, interpretando a Mike, allí coincide con Brittany Raymond, actriz que aparece en la serie The Next Step.

## Filmografía

### Televisión
- The Next Step (2016-2017) - Henry
- YEAA Shorts TV (2015) - Invitado[2]

### Cine
- Transitions (2016) - Mike